# Dbna
DBNA (ein Akronym für „Du bist nicht allein“, stets in der Minuskelschreibweise als „dbna“ verwendet) war eine deutschsprachige Internetplattform für schwule, bisexuelle, transsexuelle und in der sexuellen Orientierungsphase befindliche männliche Jugendliche.

## Geschichte
Das Portal begann im Jahre 1997 als Internetplattform rund um das Thema Coming-out. Neben der Funktion als Online-Community bot das von ehrenamtlichen Mitarbeitern betreute Angebot redaktionelle Inhalte um das schwule Leben, aktuelle Meldungen, Rezensionen, TV-Tipps und Ratgeber. Gemeinsam mit Partnern bot DBNA darüber hinaus Beratungs- und Seelsorge-Angebote für die jugendlichen Nutzer. Seit 2013 wurde DBNA in der Rechtsform einer GmbH geführt.
2009 wurde DBNA für den Grimme Online Award in der Kategorie „Wissen und Bildung“ nominiert.
Am 18. Juli 2024 gab DBNA bekannt, dass die DBNA-Community und die App eingestellt werden. Als Grund nannte DBNA Kosten, einen technischen Aufwand und rechtliche Anforderungen, die mittlerweile so hoch sind, dass DBNA es mit seinem kleinen Team nicht mehr schafft. Die DBNA-Community wurde noch am selben Tag abgeschaltet. Ein Login war bereits einige Tage zuvor nicht mehr möglich. Die App wurde bereits längere Zeit zuvor nicht mehr von den Betreibern aktualisiert, sodass sie auf mobilen Endgeräten nicht nutzbar war. Seit dem 25. Juli 2024 ist die Webseite – somit auch das Magazin – als Ganzes offline, obwohl dieses nach der Ankündigung von DBNA weiter geführt werden sollte. Als Alternative wurde das Jugendnetzwerk Lambda erwähnt.

## Online-Magazin
Der redaktionelle Teil umfasste ein Jugend-Onlinemagazin mit Schwerpunkt auf die Interessengebiete schwuler und bisexueller Jungen und einem starken Augenmerk auf die Fragen und Probleme Jugendlicher in ihrer sexuellen Orientierungsphase. Die Ausrichtung auf die Gefühlswelt der Jugendlichen spiegelte sich auch in der Benennung der Hauptkategorien des Magazins wider, die sich wie folgt aufgliederten:
- Leben – redaktionelle Inhalte zu aktuellen Themen; Hintergrundberichte, Interviews, Kolumnen
- Lieben – Informationen und Beratungsangebote rund um die Liebe, den Körper und die Sexualität
- Freizeit – Berichte aus den Bereichen Unterhaltung, Lifestyle sowie Veranstaltungshinweise
- Coming-out – Ratgebertexte, sowie Kontaktmöglichkeiten zu Jugend- und Coming-out Gruppen
- Mediathek – Bilder und Videos zu Events, Kinofilmen und weiteren Veranstaltungen/Berichten

## Community
Seit 1999 umfasste das Angebot auch Community-Elemente. Alle Community-Inhalte waren nur für registrierte Nutzer sichtbar.
Die Community umfasste unter anderem Benutzersteckbriefe, ein Kurznachrichtensystem, Galerieverwaltung, Freundeslisten, die Möglichkeit, Posts zu veröffentlichen sowie ein aktives Forum. Im Forum konnten in einigen Bereichen anonymisierte Beiträge geschrieben werden. Autor, Benutzerbild und Beitragszahl wurden bei diesen Beiträgen nicht angezeigt.
Durch eine optionale Verifizierung der Bilder (durch ein Bestätigungsfoto mit einem Zettel) konnten die jugendlichen und heranwachsenden Nutzer ihre Echtheit gegenüber dem Team verifizieren und erhielten ab diesem Zeitpunkt eine Echtheits-Markierung im Profil.

## Verbindungen zu anderen LGBT+-Organisationen
DBNA wurde unter anderem von folgenden Partnern unterstützt: Deutsche Aidshilfe, Jugendnetzwerk Lambda, anyway Jugendzentrum Köln, Bundeszentrale für gesundheitliche Aufklärung, Lesben- und Schwulenverband in Deutschland e. V., diversity München e. V.
Für die schwule Webserie Kuntergrau trat DBNA als Medienpartner auf.

## Finanzierung
Das Angebot war kostenlos. Der Betrieb des Portals wurde über die Einblendung von Bannerwerbung und die Einbindung von Partnerprogrammen (z. B. amazon.de, Spreadshirt) finanziert.
Außerdem wurden seit März 2019 Spenden über die Plattform Steady gesammelt. Spender werden auf Wunsch in der Community als solche markiert und sehen unabhängig vom Betrag keine Werbung mehr. Außerdem hatten Spender kleinere Zusatzfunktionen, z. B. einen „Ghost-Modus“, mit dem sie ihren Online-Status verstecken können.
Werbeplätze vermarktete DBNA einerseits direkt selbst sowie andererseits über die Partner Seeding Alliance und Netpoint Media.

## Nutzerzahlen
Das Portal verfügte innerhalb der klar abgegrenzten Zielgruppe über eine aktive Community und besaß 2019 rund 130.000 registrierte Nutzer. DBNA wies rund 25,4 Millionen Seitenabrufe pro Monat auf.